# NGC 901
NGC 901 is een compact sterrenstelsel in het sterrenbeeld Ram. Het hemelobject werd op 5 september 1864 ontdekt door de Duitse astronoom Albert Marth.

## Synoniemen
- PGC 212967